# Love During Wartime
Pour plus de détails, voir Fiche technique et Distribution.
Love During Wartime (traduction française : « L’amour en temps de guerre ») est un documentaire suédois de Gabriella Bier, sorti en 2010. Il raconte l’histoire d’un couple marié originaire du Proche-Orient et les tracasseries administratives qui vont les poursuivre de toutes parts pendant plus de quatre ans : Jasmin est une danseuse juive israélienne, Osama un sculpteur musulman palestinien.

## Synopsis
Originaire de Ramallah, Osama (Assi) est venu travailler à 15 ans à Tel Aviv et y a appris l’hébreu qu’il parle couramment. Il a rencontré en Israël Jasmin, née à Jérusalem, ils se sont aimés et mariés. La loi israélienne sur la citoyenneté empêche Osama de vivre en Israël et, bien qu’ils aient vécu quelque temps à Ramallah, le profil non conformiste d’Osama lui a créé des ennuis avec les autorités palestiniennes.
En 2006, au début du documentaire, Jasmin est seule en éclaireur à Berlin : en effet, sa mère est née en Allemagne et Jasmin espère obtenir la nationalité allemande et faire ainsi venir son mari plus facilement. En parallèle, ils ont déposé une requête à la Cour Suprême d'Israël pour leur permettre de vivre ensemble en Israël et en Palestine et une demande de visa d’étudiant pour Osama à l’ambassade d’Allemagne en Israël.
Jasmin revient à l’aéroport Ben Gourion, après un interrogatoire d’une heure au départ dû à sa situation « louche », et retrouve successivement ses parents, Osama et sa sœur, et son avocat, mais la décision de la Cour Suprême d'Israël a été repoussée de 7 mois.
Alors que Jasmin est retournée à Berlin, Osama est arrêté par la police palestinienne, qui le bat toute la nuit et lui rase la tête. Osama confie qu’il s’est toujours senti étranger dans son propre pays, surtout depuis son mariage avec une Israélienne, qui le fait regarder par beaucoup comme un espion à la solde d’Israël.
La mère de Jasmin appelle l’ambassade d’Allemagne en Israël, qui n’a toujours pas de nouvelles du visa d’Osama. Celui-ci prend des cours d’allemand à Ramallah. Enfin, en mars 2007, il obtient son visa pour l’Allemagne et prend congé de ses proches. Accueilli par son beau-frère au checkpoint de Qalandia, il a des adieux chaleureux avec sa belle-famille à l’aéroport Ben Gourion et retrouve enfin Jasmin à Berlin, où il apprécie la liberté et ne craint pas de croiser un policier dans la rue.
Un an après, Osama est démoralisé, malgré la perspective d’une exposition à Vienne en Autriche. N’ayant pas de droit de travailler avec son visa d’étudiant, il supporte mal de dépendre de Jasmin, tandis que celle-ci pressent qu’elle n’obtiendra pas la nationalité allemande à cause de son mariage avec un Palestinien. Au Tacheles, le quartier des artistes, où il a son atelier de sculpture, Osama retrouve son ami le dramaturge Michael Ronen (frère de Yaeli Ronen et beau-frère de Yousef Sweid), qui tâche de l’aider à vendre des lithographies en  porte-à-porte, sans résultat.
Jasmin se rend à la Cour Suprême d'Israël pour apprendre qu’il leur est refusé, après la Palestine, de vivre en Israël ; elle crie sa haine d’un pays qu’elle a aimé et auquel elle a cru pendant longtemps. De retour à Berlin, les autorités remettent en question la nationalité allemande de sa mère, tandis que le visa d’Osama va bientôt expirer et que la tension monte dans le couple.
En 2009, nous les retrouvons à Vienne, où d’heureuses issues ont fini par arriver alors que la situation semblait désespérée. L’exposition, intitulée Overlapping Voices (Voix superposées) et qui présentait des œuvres d’artistes israéliens et palestiniens, a été un succès et Osama a vendu toutes ses sculptures. Il a été admis à l’Académie des beaux-arts de Vienne et ils ont trouvé pour trois ans une maison à retaper, avec jardin, dans un quartier agréable de Vienne. Le documentaire s’achève sur les échographies et l’annonce de la naissance de leur fille Laila en avril 2010.

## Compléments
Bien que Gabriella Bier révèle dans son interview que Jasmin et Osama ont été importunés par la police israélienne quand ils habitaient à Ramallah, il est intéressant de constater que chacun des époux en veut d’abord à son propre gouvernement et à sa propre société.
Après la séance à la Cour Suprême d'Israël, Jasmin éclate : « Je déteste ce pays, et la façon dont il m’a rendue haineuse ; un pays que j’aimais et dans lequel j’ai cru si longtemps ».
Quant à Osama, victime comme on l’a vu des violences de la police palestinienne, il revendique son droit à la création artistique indépendamment de l’existence de État de Palestine et évite les endroits fréquentés par les  indicateurs du Fatah tant qu’il habite à Ramallah.

## Pièce de théâtre
Fin 2013, Jasmin (qui est également la chorégraphe) et Osama rejouent leur propre histoire dans la pièce de théâtre Niemandsland (No man's land) de Yaeli Ronen, créée au Schauspielhaus de Graz, qui mixe plusieurs histoires liées à des situations de guerre ou d’après-guerre d’actualité ou récentes.